# Список самых высоких сооружений Великобритании
Ниже представлен список сооружений Великобритании высотой 200 метров и больше. В большинстве случаев — это телекоммуникационные мачты, реже — дымовые трубы, в единичных случаях — мосты и ветряки.

В Великобритании насчитывается тринадцать сооружений высотой выше 300 м, все они являются телекоммуникационными мачтами. Десять из них расположены в Англии, по одной в Шотландии, Уэльсе и Северной Ирландии. Одиннадцать из них были возведены между 1959 и 1970 годами, оставшиеся две — в 2001 и 2008 годах. Из трёх самых высоких сооружений страны два находятся в графстве Камбрия.

Большинством из перечисленных ниже телекоммуникационных мачт владеет компания Arqiva.

О самых высоких зданиях Великобритании см. статью Список самых высоких зданий Великобритании.

## Список
Сортировка по умолчанию — по высоте, по убыванию. Также любой столбец можно отсортировать по алфавиту (по убыванию-возрастанию), нажав на чёрные треугольники в заглавии столбца.
| Название                                      | Высота, м | Год окончания строительства | Местонахождение                                              | Фото | Комментарии, ссылки |
| --------------------------------------------- | --------- | --------------------------- | ------------------------------------------------------------ | ---- | --- |
| Скелтон                                       | 365,0     | 2001                        | Скелтон, Камбрия                                             |      | Самое высокое сооружение Великобритании с 2010 г. по н. в. |
| Белмонт                                       | 351,7     | 1965                        | Донингтон-он-Бэйн, Линкольншир                               |      | Самое высокое сооружение Великобритании с 1965 по 2010 г. До апреля 2010 г. мачта имела высоту 387,7 м и считалась самым высоким сооружением подобного рода (трубчатая стальная мачта на оттяжках) в мире. |
| Калдбек                                       | 337,0     | 2008                        | Калдбек, Камбрия                                             |      | |
| Эмли-Мур                                      | 330,5     | 1970                        | Керклис, Уэст-Йоркшир                                        |      | Самое высокое свободностоящее сооружение Великобритании с 1970 г. по н. в. С 1964 по 1969 гг. мачта имела рекордную высоту 385 м, но обрушилась из-за обледенения и резонанса, вызванного ветром. В 1970 году на этом месте была построена бетонная башня. В марте 2018 г. неподалёку была возведена временная мачта, чтобы на Эмли-Мур можно было провести ремонтные работы без прерывания передач. Высота временной мачты сопоставима с высотой основной — 317—324 м. |
| Даррис                                        | 322,0     | 1961                        | Лес Даррис, Кинкардайншир, Абердиншир                        |      | Самое высокое сооружение Шотландии с 1961 г. по н. в. |
| Эрфон                                         | 317,4     | 1962                        | Гуинет                                                       |      | Самое высокое сооружение Уэльса с 1962 г. по н. в. |
| Уолтем                                        | 315,0     | 1968                        | Уолтем-он-те-Вудс, Мелтон, Лестершир                         |      | |
| Билсдейл                                      | 314,0     | 1969                        | Долина Билсдейл, Хамблтон, Норт-Йоркшир                      |      | |
| Уинтер-Хилл                                   | 309,5     | 1965                        | Холм Уинтер, Большой Манчестер                               |      | До переключения на цифровое вещание на верхушке мачты находилась крупная антенна и высота сооружения составляла 315,4 м. Архивная копия от 21 октября 2019 на Wayback Machine |
| Блэк-Хилл                                     | 306,6     | 1961                        | Салсберг, Норт-Ланаркшир                                     |      | |
| Страбан                                       | 305,5     | 1963                        | Страбан, Тирон                                               |      | Самое высокое сооружение Северной Ирландии и о-ва Ирландия. |
| Мендлшам                                      | 305,4     | 1959                        | Мендлшам, Мид-Суффолк                                        |      | Самая высокая телебашня Европы на момент окончания строительства. |
| Личфилд                                       | 305,2     | 1961                        | Тамуэрт, Стаффордшир                                         |      | |
| Мендип                                        | 293,0     | 1967                        | Холм Пен, Мендип, Сомерсет                                   |      | |
| Коммуникационная мачта военной базы «Рэттрей» | 274,3     | 1943—1946                   | Кримонд, Абердиншир                                          |      | Не функционирует с 2004 г., но по состоянию на 2019 г. не демонтирована. |
| Саттон-Колдфилд                               | 270,5     | 1983                        | Саттон-Колдфилд, Уэст-Мидлендс                               |      | По кол-ву человек, принимающих сигнал, эта телебашня вторая по важности в стране, после «Кристал-Пэлас» (см. ниже). |
| Уэнво                                         | 260,7     | 1985                        | Уэнво, Вейл-оф-Гламорган                                     |      | |
| Дымовая труба электростанции Дрэкс            | 259,0     | 1974                        | Дрэкс, Селби, Норт-Йоркшир                                   |      | Самая высокая дымовая труба Великобритании. |
| Маунтигл                                      | 243,8     | 1961                        | Фортроуз, Хайленд                                            |      | |
| Дувр                                          | 243,2     | 1960                        | Дувр, Кент                                                   |      | |
| Сэнди-Хит                                     | 240,8     | 1965                        | Центральный Бедфордшир                                       |      | |
| Селкерк                                       | 238,8     | 1961                        | Селкерк, Скоттиш-Бордерс                                     |      | |
| Карадон-Хилл                                  | 237,7     | 1961                        | Холм Карадон, Бодмин-Мур, Корнуолл                           |      | |
| Пресели                                       | 235,4     | 1962                        | Крэмэх, Пембрукшир                                           |      | |
| Стокленд-Хилл                                 | 235,0     | 1961                        | Ханитен, Ист-Девон, Девон                                    |      | |
| Моэл-и-Парк                                   | 230,0     | 1963                        | Холм Моэл-и-Парк, Кэруис, Флинтшир                           |      | |
| Ангус                                         | 229,5     | 1966                        | Ангус                                                        |      | |
| Рамстер-Форест                                | 229,2     | 1965                        | Уик, Кейтнесс, Хайленд                                       |      | |
| Сент-Хилари                                   | 229,0     | 1957                        | Сент-Хилари, Вейл-оф-Гламорган                               |      | |
| Чиллертон-Даун                                | 228,9     | 1958                        | Чиллертон, Остров Уайт                                       |      | |
| Блэк-Маунтин                                  | 228,6     | 1959                        | Антрим                                                       |      | Архивная копия от 17 октября 2019 на Wayback Machine |
| Бёрнхоп                                       | 228,6     | 1958                        | Бёрнхоп, Дарем                                               |      | |
| Энторн                                        | 227,0     | 1964                        | Энторн, Камбрия                                              |      | Тринадцать телекоммуникационных мачт одинаковой высоты (два кольца по шесть мачт вокруг тринадцатой). Объект принадлежит НАТО. В 2007 году НФЛ Великобритании установила здесь атомные часы. Архивная копия от 17 октября 2019 на Wayback Machine |
| Холм-Мосс                                     | 225,0     | 1984                        | Холм-Мосс, Холм-Валли, Керклис, Уэст-Йоркшир                 |      | |
| Кристал-Пэлас                                 | 219,0     | 1956                        | Кристал-Пэлас, Бромли, Южный Лондон                          |      | Самая важная телекоммуникационная мачта страны по количеству человек, принимающих сигнал. |
| Дымовая труба электростанции Литлбрук D       | 215,0     | 1981                        | Дартфорд, Кент                                               |      | Не функционирует с 2015 г., но по состоянию на 2019 г. не демонтирована. |
| Дройтуич                                      | 213,4     | 1934                        | Дройтуич-Спа, Уичейвон, Вустершир                            |      | Две мачты-близнецы. |
| Мост Куинсферри-Кроссинг                      | 207,0     | 2017                        | Зал. Ферт-оф-Форт                                            |      | Самый высокий мост Великобритании. |
| Тэклстон                                      | 206,1     | 2012                        | Тэклстон, Саут-Норфолк, Норфолк                              |      | Новая мачта заменила 149-метровую старую, возведённую в 1956 г. |
| Дымовая труба электростанции Айронбридж       | 205,0     | 1969                        | Д. Айронбридж, ущелье Айронбридж, Телфорд-энд-Рикин, Шропшир |      | Не функционирует с 2015 г., но по состоянию на 2019 г. не демонтирована. |
| Ветряк ветроэлектростанции Абердин            | 204,0     | 2018                        | Северное море, 3 км берега, 8 км от Абердина, Абердиншир     |      | |
| Дымовая труба электростанции Фиддлерс-Ферри   | 200,0     | 1971                        | Уоррингтон, Чешир                                            |      | Окончание работы запланировано на 2020 г. |
| Дымовая труба электростанции Уэст-Бертон      | 200,0     | 1968                        | Уэст-Бертон, Ноттингемшир                                    |      | |
| Дымовая труба электростанции Эггборо          | 200,0     | 1967—2018                   | Эггборо, Селби, Норт-Йоркшир                                 |      | Не функционирует с 2018 г., но по состоянию на 2019 г. не демонтирована. |

## Бывшие сооружения
| Название                              | Высота, м | Годы существования | Местонахождение            | Фото | Комментарии, ссылки |
| ------------------------------------- | --------- | ------------------ | -------------------------- | ---- | --- |
| Рагби                                 | 250,0     | 1926—2004 и 2007   | Рагби, Уорикшир            |      | 12 телекоммуникационных мачт одинаковой высоты. 8 из них были демонтированы в 2004 г., оставшиеся — в 2007 г. Ныне здесь выстроен жилой квартал Хоултон.         |
| Дымовая труба электростанции Грейн    | 244,0     | 1979—2016          | Айл-оф-Грейн, Медуэй, Кент |      | |
| Дымовая труба электростанции Инверкип | 237,0     | 1976—2013          | Уимз-Бей, Инверклайд       |      | |
| Дымовая труба электростанции Пембрук  | 217,3     | 1968—2000          | Пембрук, Пембрукшир        |      | Электростанция была демонтирована в 2000—2003 гг., в 2008—2012 гг. на её месте построена новая, с тем же названием, но более экологичная и с трубами ниже 200 м. |

## Примечательные сооружения ниже 200 м
| Название                                      | Высота, м | Год окончания строительства | Местонахождение                                                                 | Фото | Комментарии, ссылки |
| --------------------------------------------- | --------- | --------------------------- | ------------------------------------------------------------------------------- | ---- | --- |
| Пересечение Темзы ЛЭП 400 кВ                  | 190,0     | 1965                        | Темза, между городками Суонском (Дартфорд, Кент) и Уэст-Таррок (Таррок, Эссекс) |      | Опоры-близнецы, самые высокие опоры ЛЭП Великобритании с 1965 г. по н. в. |
| BT Tower                                      | 188,4     | 1964                        | Фицровия, Камден, Лондон                                                        |      | Самое высокое сооружение Великобритании с 1964 по 1980 г. |
| Emirates Spinnaker Tower                      | 170,0     | 2005                        | Портсмут, Гэмпшир                                                               |      | Самая высокая смотровая башня Великобритании с 2005 г. по н. в. Самое высокое сооружение страны в общественном доступе (исключая Лондон).                                                                                            |
| Blackpool Tower                               | 158,1     | 1894                        | Блэкпул, Ланкашир                                                               |      | Самое высокое сооружение с 1894 г. и на протяжении полувека не только Великобритании, но и всей Британской империи и Содружества. |
| Мост Форт-Роуд                                | 156,0     | 1964                        | Зал. Ферт-оф-Форт                                                               |      | Самый высокий мост Великобритании с 1964 по 2017 г. |
| Мост Хамбер                                   | 155,5     | 1981                        | Р. Хамбер, Кингстон-апон-Халл, Ист-Райдинг-оф-Йоркшир                           |      | Второй по высоте мост Великобритании с 1981 по 2017 г. Самый длинный однопролетный подвесной мост в мире с 1981 по 1998 г. |
| ArcelorMittal Orbit                           | 114,5     | 2012                        | Олимпийский парк королевы Елизаветы, Лондон                                     |      | Объект паблик-арта и смотровая башня. Самое высокое свободностоящее публичное произведение искусства в Великобритании с 2012 г. по н. в.. С 2016 г. также является 178-метровой слайд-горкой (самая высокая и самая длинная в мире). |
| Мемориальная часовая башня Джозефа Чемберлена | 100,0     | 1908                        | Бирмингемский университет, Эджбастон, Бирмингем                                 |      | Также является колокольней. Самое высокое сооружение Бирмингема с 1908 по 1966 г.; самая высокая свободностоящая часовая башня в мире с 1908 г. по н. в.                                                                             |
| Монумент в память о Великом лондонском пожаре | 61,6      | 1677                        | Центральный Лондон                                                              |      | Самая высокая свободностоящая колонна в мире с 1677 г. по н. в. |